# Digão (ur. 1988)
Digão, właśc. Rodrigo Junior Paula Silva (ur. 7 maja 1988 w Rio de Janeiro) – brazylijski piłkarz, występujący na pozycji środkowego obrońcy.
Digão rozpoczął piłkarską karierę w Fluminense FC w 2008 roku, któremu pozostał wierny do chwili obecnej. Z klubem z Rio de Janeiro dotarł do finału Copa Sudamericana 2009, w którym Fluminense uległo ekwadorskiemu LDU Quito.
Dotychczas rozegrał we Fluminense 22 mecze ligowe.

## Tytuły
- Mistrzostwo Brazylii: 2010 Campeonato Brasileiro Série A